# 窳渾縣
窳浑县，古县名。西汉汉武帝元朔二年（前127年），治所在今内蒙古自治区磴口县西北太阳庙农场保尔浩特古城遗址。属朔方郡。东汉末废。 
窳浑县曾为朔方郡西部都尉驻地，其县地今已被乌兰布和沙漠掩埋。当时在今内蒙古磴口县西北、杭锦后旗西有窳浑泽，又叫屠申泽。窳浑县即以窳浑泽得名。